# Vere Fane (4e comte de Westmorland)
Vere Fane (13 février 1645-29 décembre 1693 est un pair britannique et député de Peterborough et deux fois de Kent. Il est ensuite 4e comte de Westmorland.

## Famille
Vere Fane est né le 13 février 1645 à Lamport Hall, Lamport, Buckinghamshire deuxième fils de Mildmay Fane (2e comte de Westmorland) et de son épouse Mary Vere. Il est le plus jeune demi-frère de Charles Fane (3e comte de Westmorland). Comme Charles meurt sans descendance en 1691, Vere hérite du comté de Westmorland. Le 13 juillet 1671, il épouse Rachel Bence, fille de John Bence (en) et Judith Andrews, à Allhallows, Londres. Le couple a onze enfants:
- Rachel Fane[2]
- Catherine Fane (dont l'arrière-petit-fils devient le 12e Lord le Despencer)[2]. Elle épouse le 21 février 1696 William Paul (1673-1711), de Bray, Berkshire. Une de leurs filles épouse William Stapleton (4e baronnet)[3]
- Elizabeth Fane[2]
- Susan Fane[2]
- Rachel Fane[2]
- Mary Dashwood[4] mère de Francis Dashwood, qui hérite de la baronnie Le Despencer à la mort de John Fane
- John Fane (décédé en bas âge)[5]
- Vere Fane, 5e comte de Westmorland (1678-1698)[5]
- Thomas Fane (6e comte de Westmorland) (1681-1736)[5]
- John Fane (7e comte de Westmorland) (1686-1762)[6]
- Mildmay Fane (1689-1715)[2]

Fane est décédé le 29 décembre 1693, probablement des suites de complications liées au diabète. Son fils survivant le plus âgé, Vere, hérite du comté de son père et d'autres titres, mais est mort sans descendants avant d'atteindre l'âge de 20 ans.

## Carrière
Comme il est courant dans sa famille  (son grand-père Francis, son père Mildmay et son frère aîné Charles sont députés avant de devenir comte; ses fils John et Mildmay feront de même ), Vere Fane est député. De 1671 à 1671, il est député de Peterborough puis député de Kent, un poste qu'il occupe jusqu'en 1681. De 1689 à 1691, il est de nouveau député de Kent. Il est classé Whig, mais il semble qu'il n'est pas particulièrement actif. Au couronnement du roi Charles II le 23 avril 1661, il est investi comme Chevalier du Bain.
Après la mort de son frère Charles, qui n'a aucun descendant, le 18 septembre 1691, Vere Fane hérite du comté de Westmorland ainsi que des autres titres de son frère de baron Burghersh et Lord le Despencer.